# TecnoTren
Tecnotren es un fabricante argentino de ferrobuses. Sus productos están diseñados para ser vehículos de muy bajo costo para uso en zonas rurales del país, donde la falta de uso de ramales y el consiguiente deterioro de la red dejan pequeños pueblos rurales aislados.

## Historia
Tecnotren fue diseñado por Jorge Beritich, un antiguo fabricante de carrocerías que concibió y construyó un vehículo para circular por vías de ferrocarril abandonadas. Beritich diseñado un prototipo llamado "Microtren" en 2003, pero no pudo ser probada hasta 2007, cuando los microtren hacen viajes cortos en general Mansilla (rebautizada "Bartolomé Bavio" por sus habitantes), una de las estaciones de la línea que se unieron a La Plata con Las Pipinas en el sureste de la provincia de Buenos Aires. La línea se había cerrado en 1978.
Beritich murió poco después del lanzamiento del prototipo, se continuó la producción de ferrobuses por Tecnoporte, una fábrica en el barrio de El Talar del Gran Buenos Aires. El prototipo fue posteriormente modificado y mejorado, lo que resulta en Tecnotren actuales.
El Tecnotren hizo su estreno oficial en la provincia de Entre Ríos, que se ejecuta en la línea de Paraná a Colonia Avellaneda desde 2010, siendo operado por la Unidad Ejecutora Ferroviaria de Entre Ríos (UEFER), una empresa estatal de la provincia. El tiempo de viaje duró 40 minutos con veinticinco paradas en el camino. En 2013 esos servicios fueron transferidos a la empresa nacional Trenes Argentinos que ejecuta los trenes hasta la actualidad. 
En 2013 los ferrobuses Tecnotren inauguraron el servicio de 4,6 kilómetros de longitud del tren Universitario de La Plata que se ejecutaban en las vías del ferrocarril Roca a lo largo del campus universitario, uniéndose a la terminal de La Plata con la Policlínica San Martín. El tecnotren ya fue dado de baja en esa línea, a causa de continuos desperfectos en el vehículo, que obligaban a parar el servicio casi todos los días. Fue reemplazado por un ferrobús antiguo de fabricación sueca.
Se utilizan, además, en algunos casos especializadas, como para el transporte a la planta de exposición Tecnópolis. 
También se anunció que Tecnotren se va a ejecutar en la Provincia de Santiago del Estero con el nombre de "Tren al Desarrollo". El servicio (significado para los turistas) cruzará el Puente Negro a través de Río Dulce.

## Producción
Las unidades Tecnotren utilizan piezas fácilmente disponibles de la industria automotriz argentina, con el motor de 1,7 litros es de un Fiat Duna, que no necesariamente tiene que ser nuevo. Esto los hace extremadamente económico tanto en precio por unidad y en lo que respecta a su consumo de combustible, así como los costes de mantenimiento.  Como resultado, los ferrobuses son ideales para las líneas rurales con poco tráfico mientras se adapta fácilmente a las tres anchos de vía primaria del país. 
El peso ligero de las unidades, así como su velocidad máxima baja, también significa que se pueden utilizar en las pistas en muy mal estado, por lo que bien adaptado a las partes del país que no tienen planes actuales para el reemplazo de la pista bajo la reciente modernización esfuerzos siguientes de renacionalización.
El Tecnotren está disponible en 1, 2 y 3 configuraciones de transporte, todos los cuales tienen frenos de disco y cajas de cambio automáticas.

## Servicios
- Tren Universitario de La Plata (Actualmente no se utiliza este coche por sus continuas averías, reemplazado por coches motores NOHAB).
- Tren Universitario de San Martín.(Actualmente no funciona desde el 2018)
- Provincia de Entre Ríos (Actualmente no funciona ningún coche de los 5 que tiene, fueron reemplazados por coches Motores Materfer).
- Circuito Tecnópolis (Servicio cancelado. La unidad paso a custodia de la Asociación Amigos del Belgrano)
- Tren Urbano de Santa Fe - Puesto en servicio en enero de 2016 /// Fuera de servicio.
- Tren Urbano Santiago del Estero (Puesto en servicio el 19 de septiembre de 2016).

## Imágenes

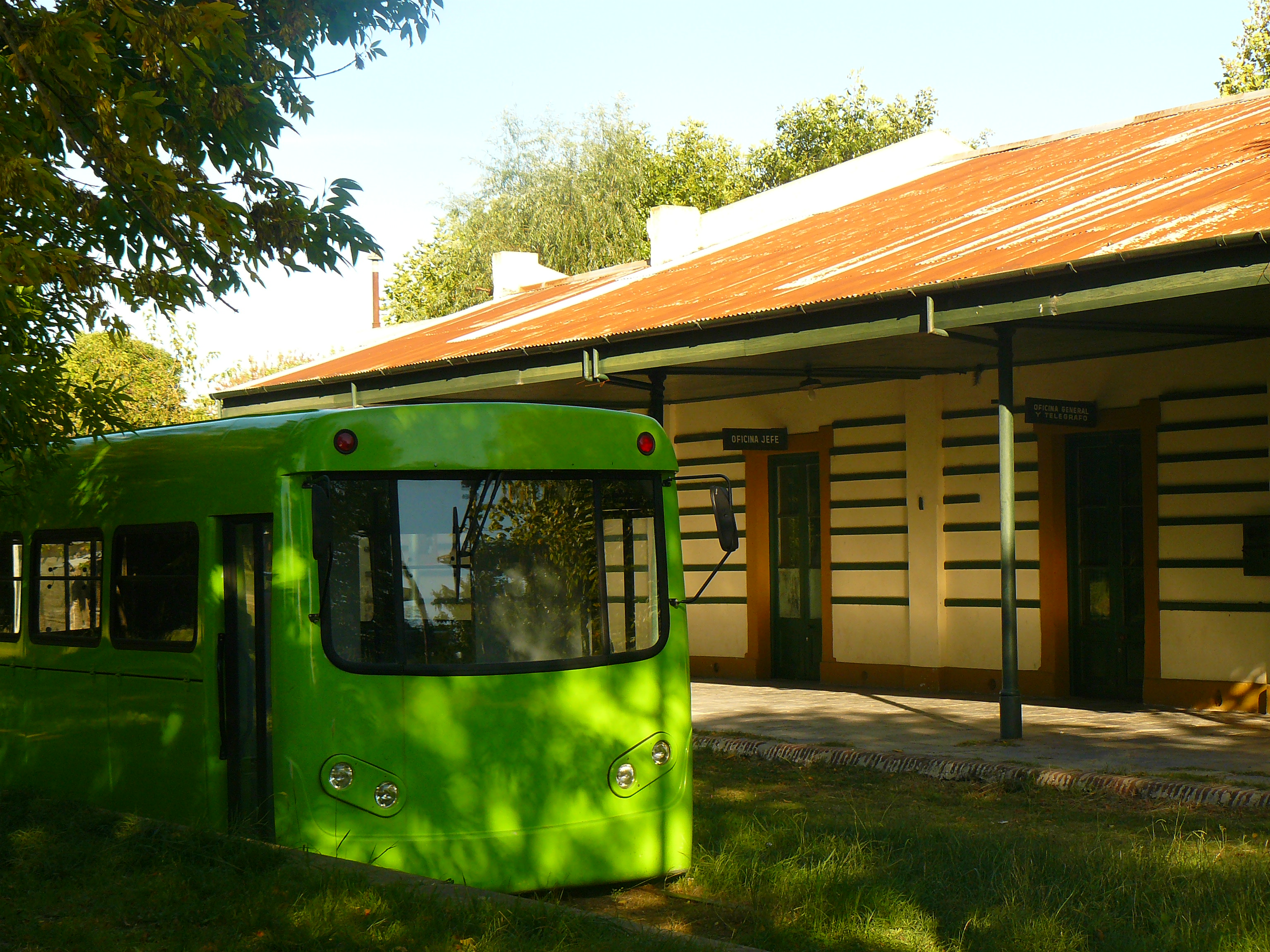
Primer Prototipo
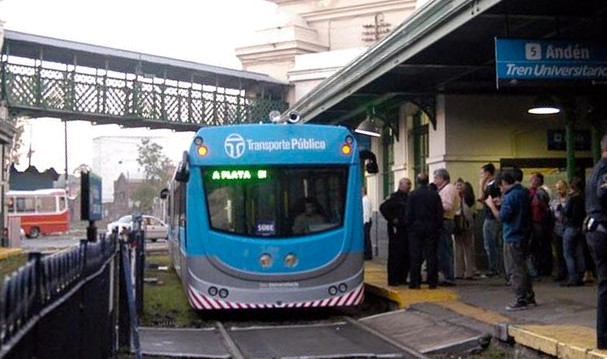
Tren universitario La Plata
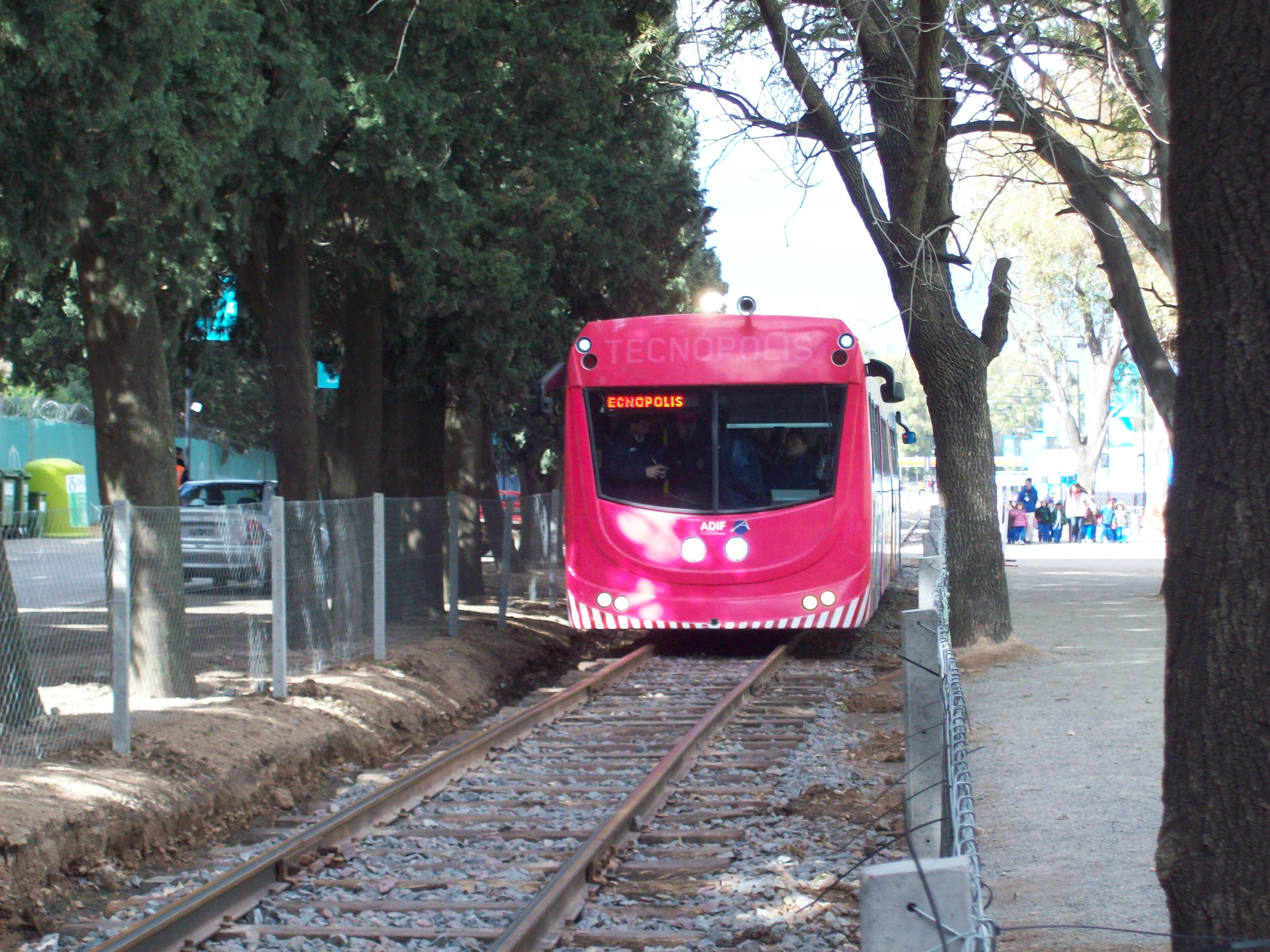
Tren de Tecnópolis
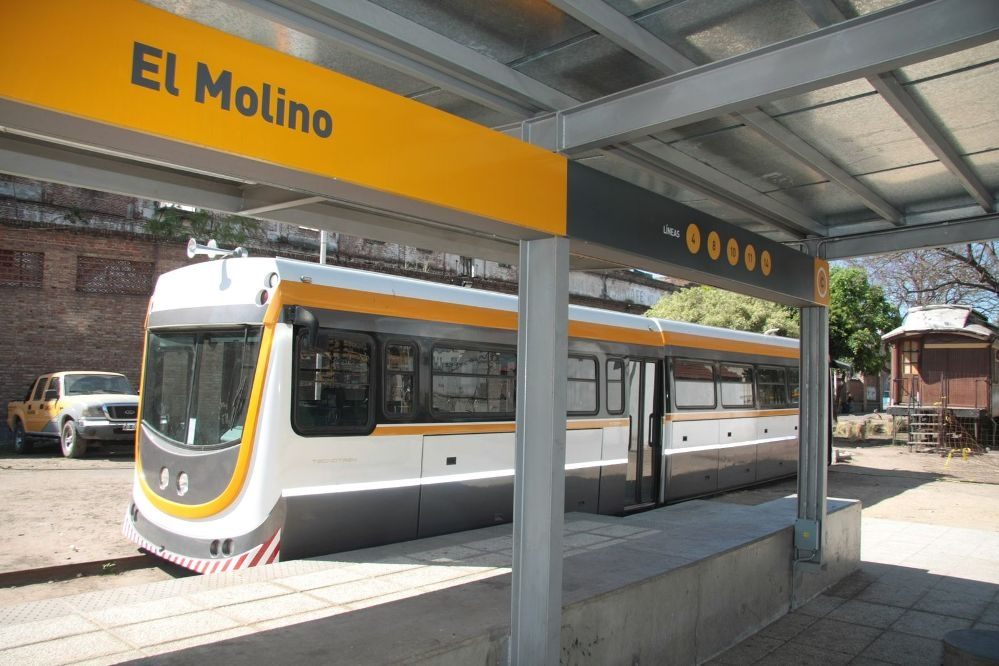
Tren Urbano de Santa Fe
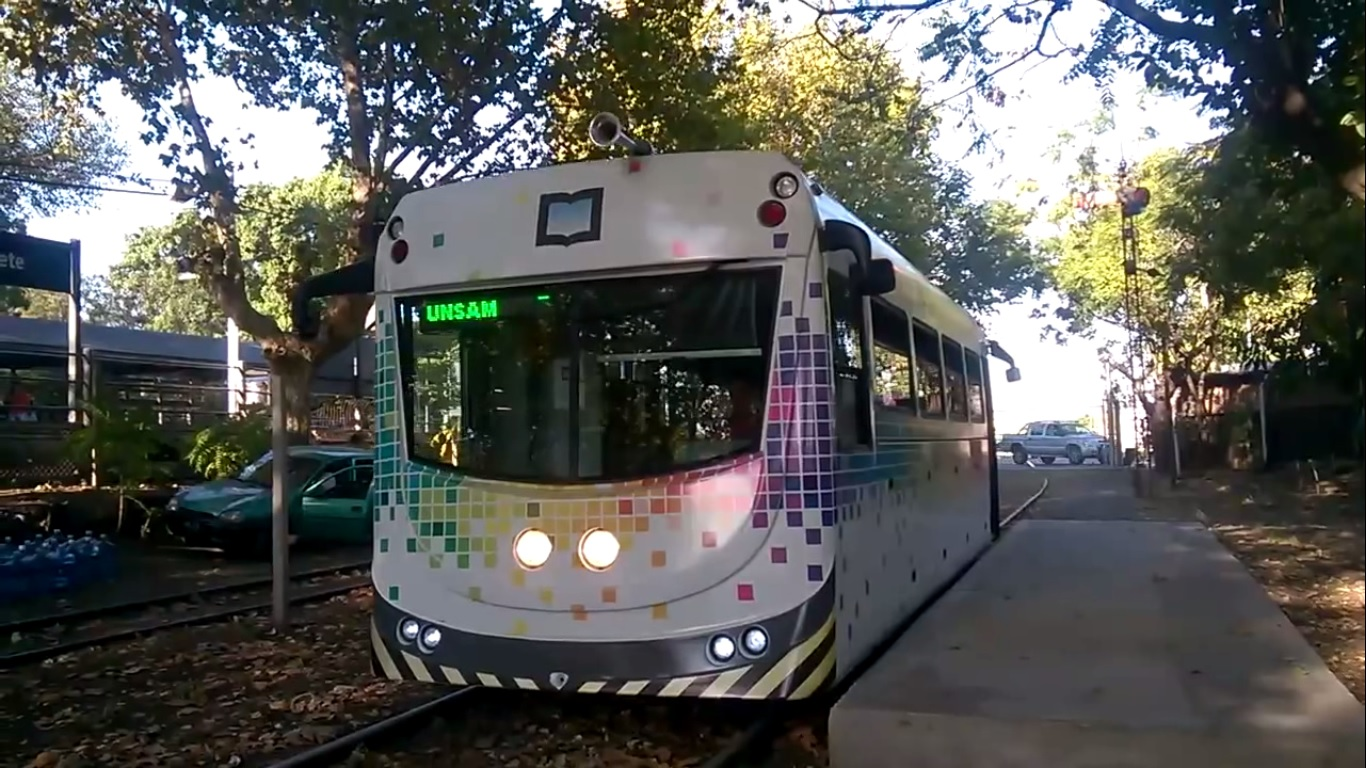
TecnoTren Tren Universitario San Martin